# Israfeel Kohistani
Mohammed Salim Israfeel Kohistani (* 5. Juni 1987 in Kabul, Afghanistan) ist ein afghanischer Fußballspieler.

## Karriere

### Verein
Der Verteidiger begann seine Karriere im Jahr 2000 bei der Schulmannschaft Lycee Habibia. 2004 bestritt er sein erstes Spiel für die Profis der Lycee Habibia. 2004 folgte der Wechsel zum Kabuler Verein Ordu Kabul FC. Von 2007 bis 2011 spielte er für FC Kabul Bank und dessen Nachfolger Ferozi FC. Dort wurde er mit der Mannschaft 2007 Zweiter in der Kabul Premier League und 2008 wurden sie Zweiter beim Afghan Unity Cup. Seit 2012 ist er unterklassig in Dänemark aktiv, zuerst bei Vejle FC und später spielte er für Vejen SF.

### Nationalmannschaft
Von 2006 bis 2013 war er Nationalspieler Afghanistans und brachte es auf 27 Länderspiele. Dabei erzielte er am 25. März 2011 ein Tor beim 2:0-Heimsieg gegen Bhutan.